# Oswego (Kansas)
Oswego – miasto w Stanach Zjednoczonych, w stanie Kansas, siedziba administracyjna hrabstwa Labette. Położone wzdłuż rzeki Neosho. 